# Mondgottheit
Als Mondgottheiten gelten in den Mythologien der unterschiedlichsten Kulturen Götter, die eine Verkörperung des Erdmondes darstellen.

## Europa

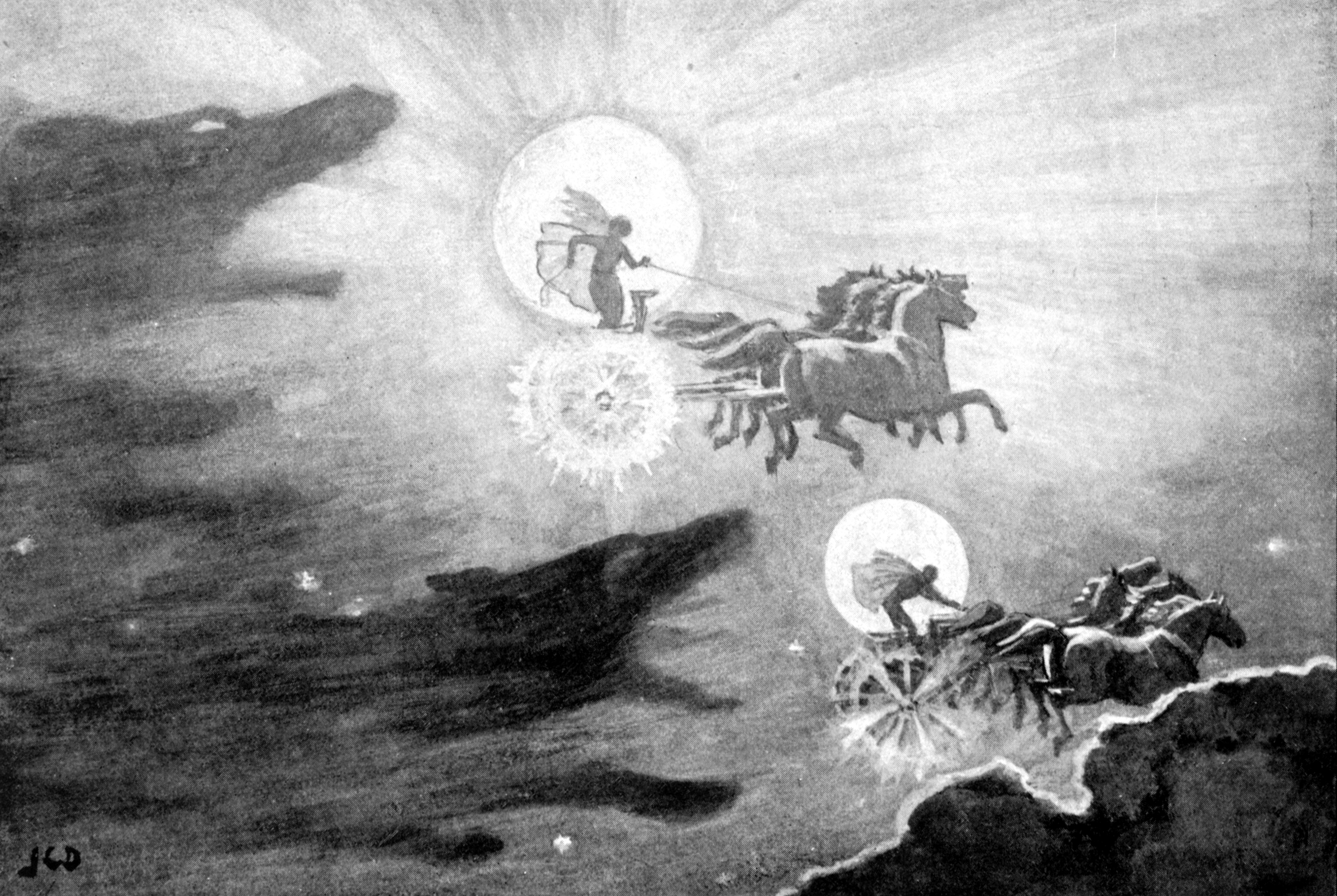
Hati und Skalli jagen Mani und Sol

GermanienDie Nordgermanische Mythologie kennt den Mondgott Mani, der ein Sohn des Riesen Mundilfær ist. Er ist ein Bruder der Sonnengöttin Sol und lenkt das Mondgefährt über den Himmel. In der Prophezeiung heißt es, dass Mani während Ragnarök von dem Wolf Hati verschlungen wird, nachdem dieser ihn über den Himmel jagte. Heimdall gilt ebenfalls als Mondgottheit, da sein Name vermutlich weißlich, hell bedeutet und er als „hvitastr Asa“ der weiße Ase bezeichnet wird. Auch Thrud, die Tochter von Thor und Sif, die als eine Jungfrau, deren Weiße den Schnee beschämt, bezeichnet wird, sehen manche als Mondgöttin der Germanen an.
GriechenlandDie Griechische Mythologie kennt mehrere Gottheiten, die den Mond verkörperten. Dieses waren zumeist weibliche Wesen, die sich durch besondere Schönheit, allgemein als die schönste Frau überhaupt, die zudem wundervolles Haar hatte, auszeichneten. Zu diesen zählen die Mondgöttinnen Artemis, Danaë, Kallisto oder Selene. Seltener kommt die Identifikation mit einem männlichen Wesen, wie beispielsweise Cycnus, vor. Zwischen der Mondgottheit und der Sonnengottheit besteht eine enge Beziehung, so werden sie oftmals als Zwillinge dargestellt oder die Mondgöttin als die Geliebte oder Gemahlin des Sonnengottes, manchmal auch als dessen schönste Tochter. So sind beispielsweise die Mondgöttinnen Artemis und Helena die Töchter des Zeus und gleichzeitig ist sie in der Gestalt von Io seine Geliebte. Ein weiteres charakteristisches Merkmal ist es, dass das Meer als der Vater des Mondes angesehen wird, wie es bei Cycnus der Fall ist. Es ist kein wirklicher Widerspruch, dass die Mondgöttinnen sowohl als Geliebte als auch als Gattin oder Tochter des Zeus dargestellt werden, da der Mond mit jedem Neumond aufs neue geboren wird, so dass er zur Tochter der Gemahlin wird, die er wiederum liebt.
Weitere Göttinnen, die mit dem Mond in Verbindung gebracht wurden, waren Brizo und die thrakische Bendis. Der wichtigste rituelle Vogel der Mondgottheiten war der Wendehals, siehe auch Iynx.
RomIn der römischen Mythologie waren Luna und Diana die Mondgöttinnen. Diana wurde bei den Römern zu einer Göttin des Mondes, nachdem zuvor lediglich von ihr bekannt war, dass sie die Wälder und die Quellen liebte, weshalb sie auch als Göttin der Jagd verehrt wurde. Ihr italischer Name kann möglicherweise aus Dea Iana oder Diva Iana entstanden sein. Ianus verkörperte ursprünglich die Sonne, daher liegt es nahe, dass Iana der Mond ist.

## Asien

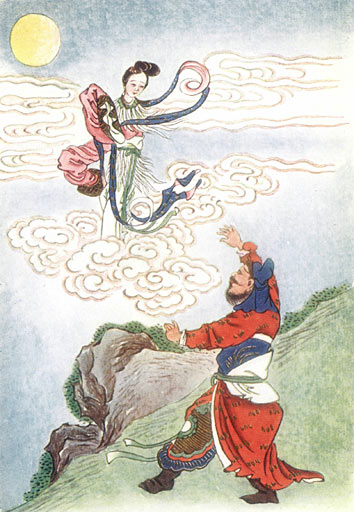
Chang’e steigt zum Himmel auf

ArabienAl-Lāt: Auch „Illat“ oder „Alilat“, ursprünglich „Han-’Ilat“, war eine verehrte Mondgöttin der Araber im vorislamischen Arabien. Siehe auch: Altarabische Religion
Hubal (arabisch: هبل) war ein Mondgott in der arabischen Mythologie im vorislamischen Arabien. Hauptsächlich verehrt wurde dieser Mondgott an der Kaaba in Mekka. Auch Ta'lab war ein Mondgott, der im vorislamischen Südarabien verehrt wurde und möglicherweise eine Erscheinungsform von Hubal war.
Wadd (arabisch: ود: „Liebe, Freundschaft“) war ein bedeutender Mondgott im vorislamischen Arabien. Auch bekannt als Illumguq, Amm, Sin und Il Mukah. Er wird auch im Koran (71:23) als eine falsche Gottheit erwähnt zu Lebzeiten des Propheten Noah.
Syrien/Palästina: Šaggar, Šangar oder Šangugaru.
ChinaIn der chinesischen Mythologie gibt es die Göttin Chang’e, die auf dem Mond lebt.
IndienIn Indien wird der hinduistische Mondgott Chandra verehrt, der alte vedische Mondgott hieß Soma. In einem mittelalterlichen Gedicht wird die Geschichte von Hemavati erzählt, die nachts in einem Lotusteich badete als der Mondgott Chandra zu ihr herabstieg und sie verführte. Aus dieser Beziehung entstand ihr Sohn Chandravarman, der Urahn der Chandella-Könige.
IranIran/Persien: In der Literatur, hierbei sowohl in alten avestischen als auch in persischen Texten, erscheint der Mond als die Gottheit Māh/Māonghah/Māvangh. Eine Mondgöttin war in Lorestan bekannt.
JapanIm Shintoismus wird der Gott (Kami) Tsukuyomi als Mondgott und Bruder von Amaterasu, der Göttin der Sonne verehrt.
MesopotamienDer sumerische Mondgott war der Schutzpatron der antiken Stadt Ur, in der sein wichtigstes Heiligtum „é-Kis-nu-Gal“ ein Teil des Zikkurat war. Nanna (auch Nanna-Suen oder nur Sin) wird oftmals als Rinderhirte dargestellt, da die Form der Hörner des Stieres an die Sichel des Mondes erinnern. Zudem steht er als Symbol der Fruchtbarkeit. Der Mondgott ist der erstgeborene Sohn von Enlil und Ninlil, er hatte drei Brüder, die zwei Götter der Unterwelt Nergal-Meslamtaea und Ninazu sowie Enbililu, einen Gott des Wassers. Seit der Zeit des Akkadischen Reiches bis zur Mitte der altbabylonischen Zeit wurden die Töchter der Könige dazu auserwählt, als Hohepriesterin des Mondes zu dienen. In Assyrien und im späteren Babylonien wurde er als Sin bezeichnet. Daneben gab es in der babylonischen Mythologie eine Mondgöttin mit dem Namen Annit sowie die Bezeichnungen Ningal (auch Nikkal).
Weitere VölkerIm Aramäischen hieß ein Mondgott Ilteri, die Hurriter kannten Kušuḫ, die Westsemiten Šaḥar, im Ugarit gibt es Yariḫ oder Yarach und im Urartu Šelarde.
Der georgische Mondgott Giorgi, der als Weißer Georg (Tetri Giorgi) später mit dem Heiligen Georg verschmilzt und verehrt wird, kann als Namensgeber des Landes bezeichnet werden.
Bei den Luwiern und Hethitern war sein Name vermutlich Arma. In der Keilschrift wird er aufgrund des 30-tägigen Mondmonats mit dem Zeichen für 30 wiedergegeben.

## Afrika
ÄgyptenIn der ägyptischen Mythologie wurde der Mondgott Jah sowie Thot und im Neuen Reich Chons verehrt.
Ewe und FonIn der Kosmogonie der Ewe und Fon ist Mawu eine Mondgöttin. Sie stellt den Mond dar und bringt die Nacht mit kühleren Temperaturen in die Gebiete der afrikanische Welt. Sie wird als die alte Mutter angesehen, die im Westen wohnt. Mawus Partner ist Liza, der mit der Sonne verbunden ist. Diese beiden werden manchmal als Zwillinge angesehen. Diese Einheit repräsentiert die Ordnung des Universums. Mawu und Liza sind die Eltern von sieben Zwillingspaaren, die die Götter und Domänen im Kosmos der Ewe und Fon darstellen, ihr Erzeuger ist Nana Buluku, der die Welt erschaffen hat.

## Mittel- und Südamerika

Mayaglyphe der Göttin Ix Chel

MayaDie Mondgöttin der Maya war entweder Ix Chel (auch Ixchel) oder Ix Chup (auch Ix Ch’up). Ix Chel ist eine Greisin, die als Weberin und Bringerin von Weisheit angesehen wurde, Ix Chup verkörpert hingegen die junge stillende Mutter.
AztekenCoyolxauhqui war in der aztekischen Mythologie die Göttin des Mondes. Sie wurde von ihrem Halbbruder Huitzilopochtli erschlagen und zerstückelt. Ihre Mutter war die Erdgöttin Coatlicue. 1978 wurde ein Bildnis von ihr im Templo Mayor, der früheren Aztekenstadt Tenochtitlan, in Mexiko gefunden.
Daneben gibt es auch einen männlichen aztekischen Mondgott mit dem Namen Tecciztecatl, der in Verbindung mit einem Schneckenhorn dargestellt wird, das Wasser und Fruchtbarkeit und das Konzept der Unterwelt als Ursprung des Lebens symbolisieren soll.
Inka und AymaraIn der Mythologie der Inka war Mutter Mond (Quechua: Mama Killa, Aymara: Phaxsi Mama) das weibliche Gegenstück zum Vater Sonne (Quechua: Tayta Inti, Aymara: Willka Tata).

## Nordamerika
HopiBei den Tusayan gab es die beiden als oberste angesehenen Götter Oshats (Sonne) und Tawac (Mond).
SiouxBei den Stämmen der Lakota ist Hanwi (Nachtsonne) die Mondgöttin und Gemahlin des Gottes Wi (Sonne).